# Pat Van Den Hauwe
Patrick ('Pat') William Roger Van Den Hauwe (Dendermonde, 16 december 1960) is een Belgisch-Brits voormalig voetballer. Zijn grootste successen kende hij bij Everton, waarmee hij in 1985 de Europacup II won. Ook was hij actief voor het Welsh voetbalelftal.

## Clubcarrière
Van Den Hauwe werd geboren in Dendermonde als zoon van een Belgische vader en een Engelse moeder. Toen hij vijf was, verhuisden zij naar Bermondsey, Londen. Zijn carrière als profvoetballer begon hij bij Birmingham, waar hij in 1978 als 17-jarige zijn debuut maakte in de eerste klasse. In 1984 stapte hij voor 100.000 pond over naar Everton. Met die club zou hij tweemaal kampioen worden, in de seizoenen 1984-1985 en 1986-1987, en de Europese beker voor bekerwinnaars (de Europacup II) winnen in het seizoen 1984-1985. In 1989 stapte hij over naar Tottenham, waarmee hij de FA Cup van het seizoen 1990-1991 won, om ten slotte zijn voetbalcarrière op Engelse bodem te beëindigen bij Millwall. Daarna was hij nog actief voor twee Zuid-Afrikaanse clubs, Hellenic F.C. en Wynberg St Johns.

## Interlandcarrière
Door zijn Belgische afkomst en Brits paspoort kon Van Den Hauwe kiezen voor welk nationaal team hij uitkwam: België, of een van de vier ‘Home Nations’ van het Verenigd Koninkrijk (Engeland, Schotland, Wales, Noord-Ierland). Ondanks aanbiedingen van Guy Thys en Bobby Robson koos Van Den Hauwe verrassend voor Wales. Zijn debuut voor het Welshe elftal maakte hij in april 1985, in een 3-0 overwinning tegen Spanje in de kwalificaties voor het wereldkampioenschap 1986. Echter, uiteindelijk zou Wales er niet in slagen zich voor het WK te kwalificeren.

## Persoonlijk leven
Het privéleven van Van Den Hauwe was niet onbesproken. In 1993 huwde hij Mandy Smith, model en de ex-vrouw van Bill Wyman, bassist van The Rolling Stones. In 1997 volgde de echtscheiding alweer. Hiernaast stond hij nog bekend omwille van diverse affaires. Dit bezorgde Van Den Hauwe het imago van een enfant terrible. Zijn bijnaam als voetballer was Psycho Pat, die hij ook gebruikte als titel van zijn autobiografie, die in 2012 verscheen.